# Indústria de maquinaria
A indústria de maquinaria é a atividade industrial envolvida na fabricação e manutenção de máquinas voltadas para o uso por consumidores, de outras indústrias e de empresas do mercado.
No Brasil o setor de máquinas e equipamentos fabrica por exemplo implementos agrícolas, ar-condicionado, elevadores, bombas, compressores e motores para os mais variados segmentos do mercado, com exportação de 24% dessas máquinas e participação no produto interno bruto industrial de 3% em 2022.
No Brasil e em São Paulo o mercado da indústria de máquinas e equipamentos foi formado inicialmente por pequenas oficinas nas primeiras décadas do século 20, que evoluíram com o mercado específico em que atuavam entre 1920 e 1930, fortalecendo-se após a década de 1940, e estavam transformadas em indústrias na década de 1960.
Boa parte da indústria brasileira opera com maquinário antigo, com 28% das indústrias utilizando equipamentos entre 10 e 15 anos de uso, reduzindo a produtividade e aumentando os custos. Já a revolução tecnológica com o advento da indústria 4.0 impulsionou a produtividade, mas exige investimentos anuais por parte do parque industrial. No primeiro semestre de 2024 a produção de máquinas industriais cresceu 4,2% no Brasil.